# Farfisa

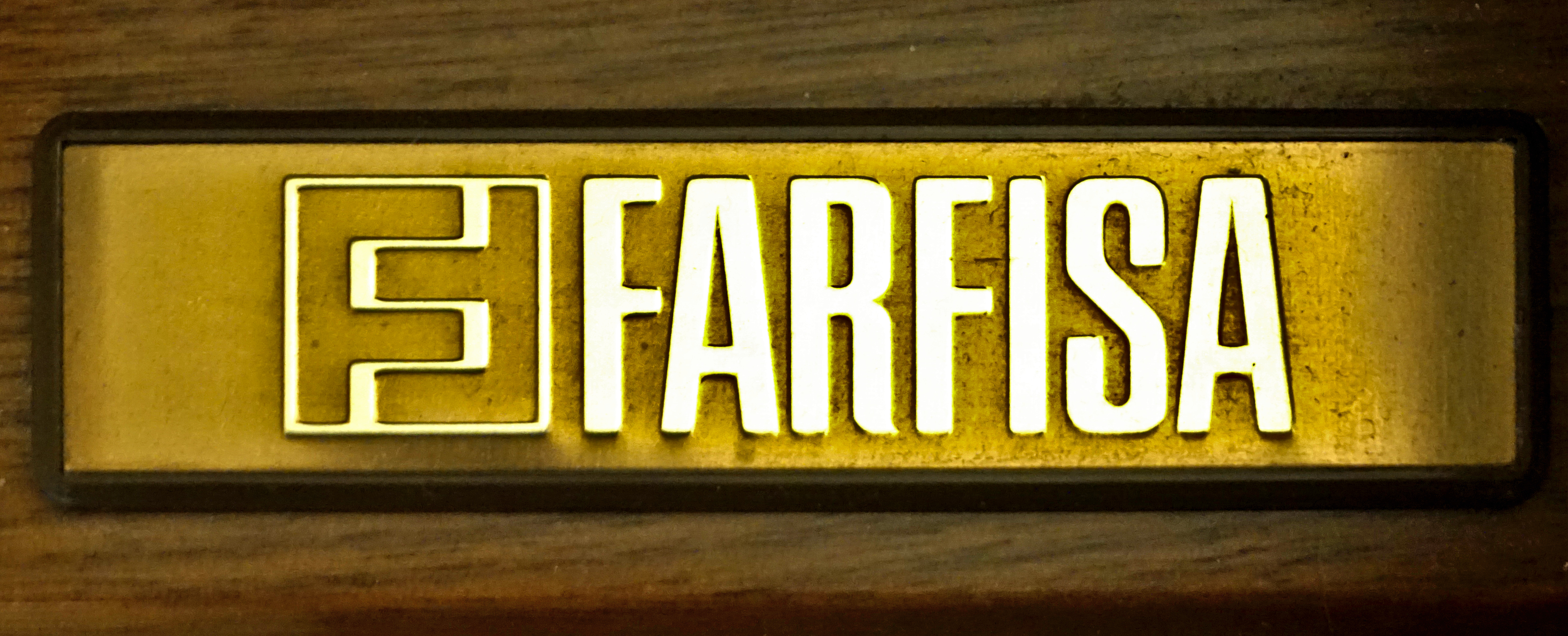
Markenschild Farfisa

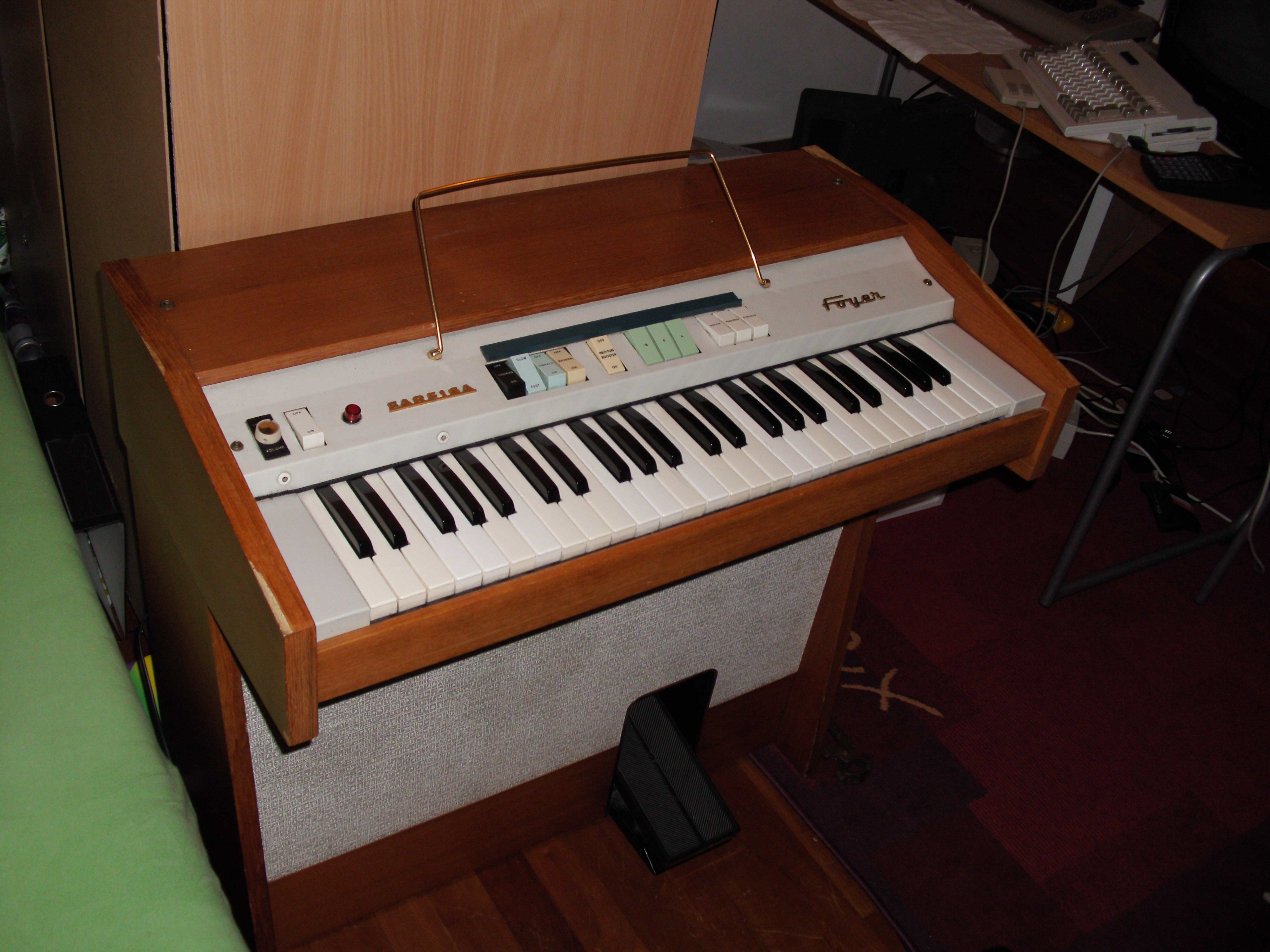
Eine einmanualige Heimorgel der Marke Farfisa

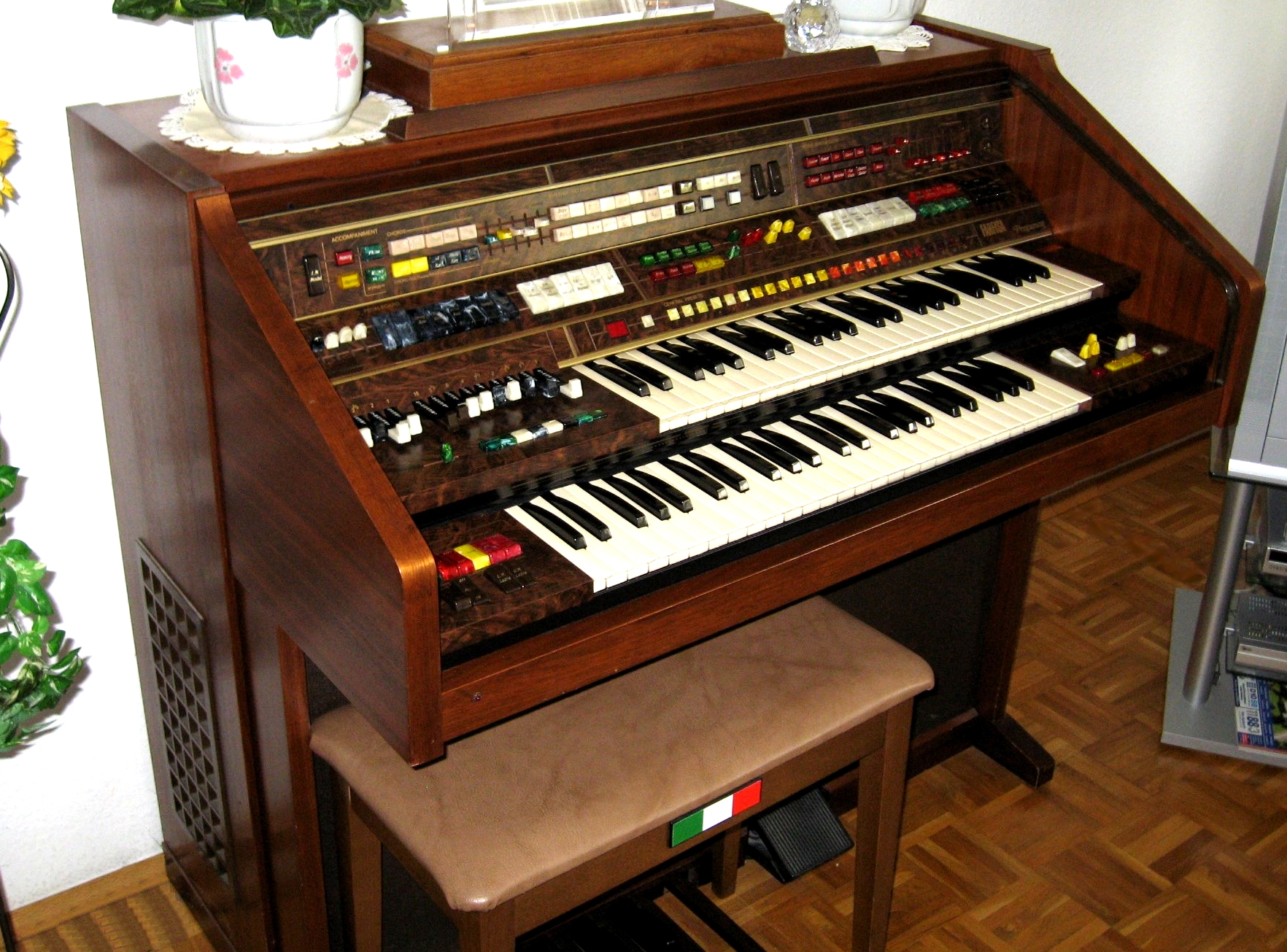
Die Farfisa Pergamon

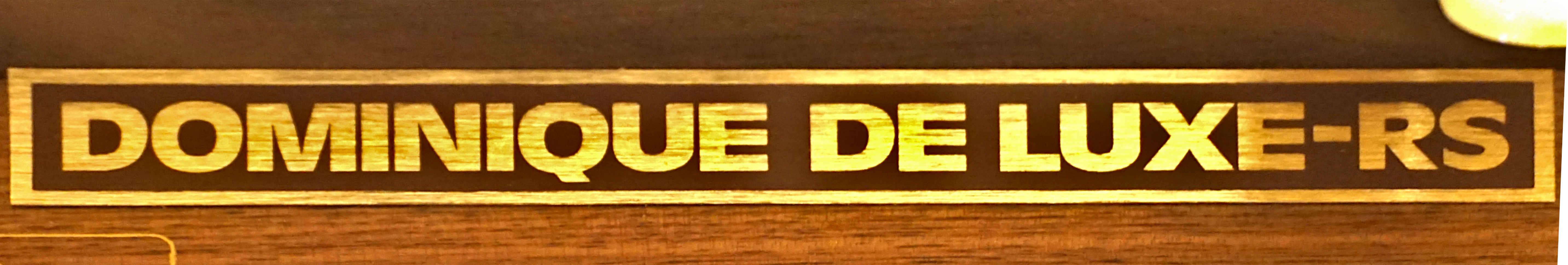
Markenschild Farfisa Dominique

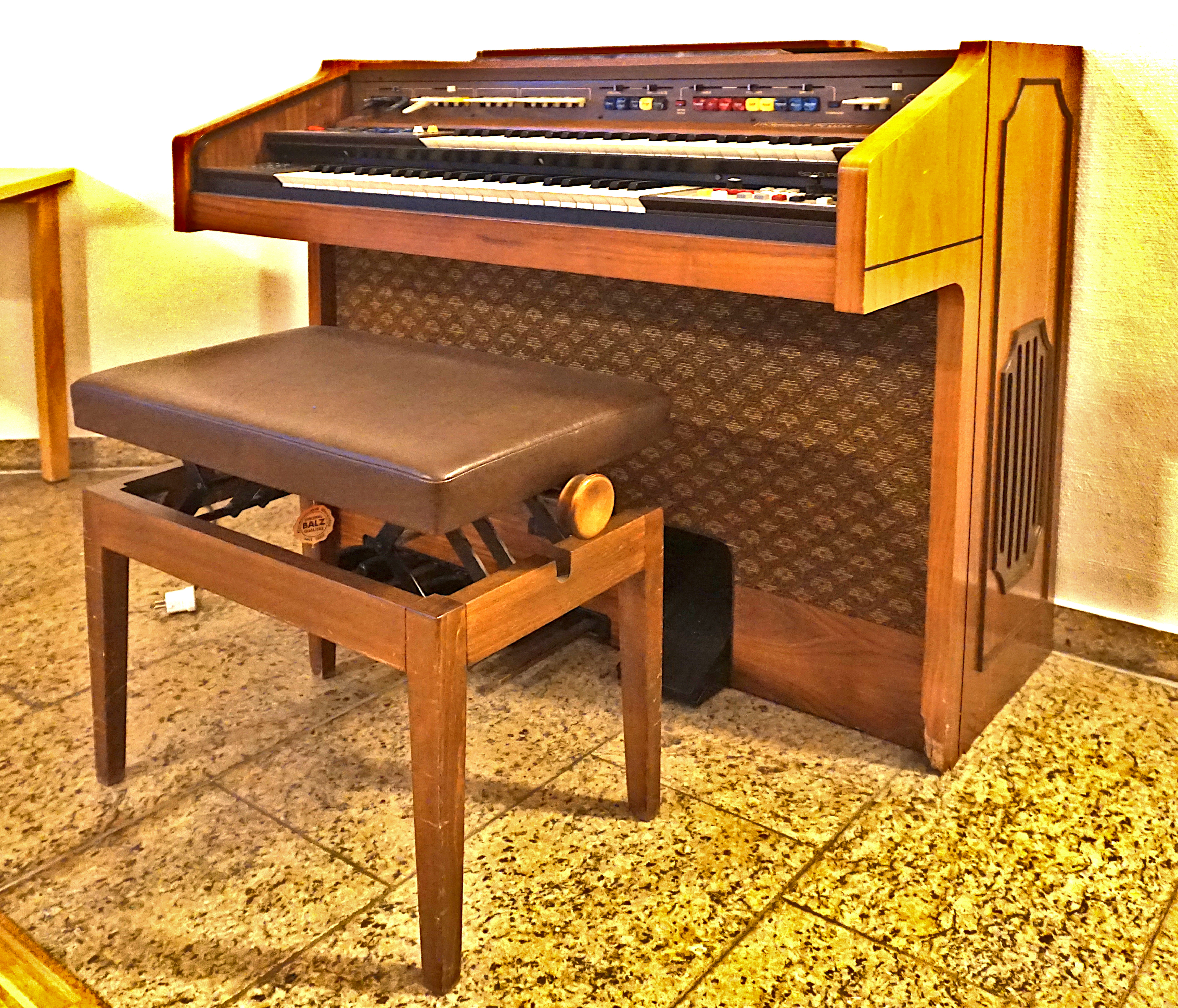
Die Farfisa Dominique de Luxe-RS

Farfisa ist ein italienischer Hersteller von elektronischen Geräten. Der Markenname ist hauptsächlich in Verbindung mit elektronischen Orgeln bekannt; daneben produzierte die Firma ehemals auch Radios und Fernseher. Farfisa wurde 1987 von Bontempi aufgekauft.

## Firmengeschichte
1863 gründete Paolo Soprani mit seinem Bruder Settimio eine kleine Werkstatt, in der sie zusammen entwickelten und konstruierten. Neun Jahre später eröffnete sein Bruder Settimio seinen eigenen Betrieb, der sich in größerem Umfang mit der Produktion von Musikinstrumenten beschäftigte. Der Name ist ein Akronym für FAbbriche Riunite de FISArmoniche (Vereinigte Akkordeon-Fabriken).
Über die Jahre entwickelte sich Farfisa S.p.A. zu einem bekannten Unternehmen, das elektronische Heimorgeln in unterschiedlichen Preissegmenten produzierte. Der Entwicklungsschwerpunkt lag im Bereich der kleineren und transportablen Geräte. Als neuen Imageträger veröffentlichte Farfisa im Jahr 1981 das Topmodell Pergamon, das mit einem Gewicht von annähernd 200 Kilogramm und einem Verkaufspreis von 16.000 DM in einer neuen Klasse spielte und der Firma bessere Verkaufszahlen bescheren sollte. Durch den enormen technischen Fortschritt der Digitaltechnik verbuchte Farfisa rückläufige Verkaufszahlen und musste aufgrund der Übernahme durch die Firma Bontempi 1987 die Produktion nach vier Jahren einstellen.
1993 wurde Aci Farfisa als neue unabhängige Firma gegründet, die in den Bereichen Videosprechanlagen und -überwachung sowie Telefonie tätig ist.

## Farfisa-Orgeln in der Popmusik
Eine der ersten Bands, die eine Farfisa-Orgel einsetzten, war 1965 Sam the Sham & the Pharaohs bei ihrem Hit Wooly Bully. Rick Wright von der Band Pink Floyd setzte Farfisa-Instrumente ab dem Album The Piper at the Gates of Dawn bis hin zu The Dark Side of the Moon ein. Ralf Hütter von Kraftwerk verwendete eine Farfisa bei Autobahn, Jean Michel Jarre auf dem Album Oxygène. Buddy Casino, der langjährige Keyboarder von Helge Schneider, spielte bei gemeinsamen Auftritten eine alte Farfisa-Orgel.
Außerdem wurde die Farfisa in dem Lied Misery aus dem Album Warning: der Punk-Rock-Band Green Day benutzt. Der markante Orgellauf in Elton Johns Crocodile Rock stammt ebenfalls von einer Farfisa. Rio Reiser setzte seine Farfisa mit reichlichen Soundeffekten ein bei den Studio-Aufnahmen des 1975 erschienenen Albums Wenn die Nacht am tiefsten … als Frontman und Multiinstrumentalist der deutschen Rockband Ton Steine Scherben. Auch die schwedische Rockband Caesars bediente sich einer Farfisa.
Der Klang des Modells Kompakt wird seit 2013 von den Herstellern Hammond und Clavia emuliert.